# 王芝祥
王芝祥（1858年—1930年7月21日），字铁珊，直隶順天府通州（今北京市通州区）人。清末及民国政治人物。

## 生平
王铁珊是光绪二十三年（1897年）举人，在清朝历任河南知县、广西知府监司，1906年署广西按察使，1911年任广西布政使，兼中路巡防队统领。
1911年辛亥革命，他拥护广西独立，11月被推为广西副都督。都督沈秉堃离桂后，另一副都督陆荣廷鼓动桂人治桂，王受排挤。1912年1月，王以北伐为名，任援鄂軍司令，率巡防6大队北上援鄂，继而援宁。3月任南京临时政府第三军军长兼本部高等顾问。3月中央北迁后，任南京留守府军事顾问。
1912年3月唐绍仪组阁，经与国民党协议，于6月推王为直隶都督，但被袁世凯拒绝，改任南方军宣慰使。为此唐绍仪辞职以示抗议。袁世凯当政时期，王参加统一共和党，任幹事。后該黨与国民党合并，他任国民党九大理事之一。1924年（民国13年）11月他任京兆尹。12月他任侨务局总裁，任至翌年7月。此後他在野從事社会慈善事業，曾任世界紅卍字会中華總会会長等职。
1930年7月21日在家乡通县病逝，享年73嵗。